# Stewart Downing
Stewart Downing, född 22 juli 1984 i Middlesbrough, är en engelsk före detta fotbollsspelare.

## Karriär
Downing började sin karriär i Middlesbroughs ungdomsakademi. Han var den stora profilen då Middlesbrough FC åkte ur den engelska högsta divisionen 2009. För att behålla sin landslagsplats tog han beslutet att flytta till Aston Villa. Han kom till Aston Villa i juli 2009 efter åtta A-lagssäsonger i sin moderklubb Middlesbrough. Han debuterade för det engelska landslaget 2005. Han var uttagen i engelska truppen vid VM 2006. På meritlistan finns även ett antal U21-landskamper.  

### Liverpool
Den 16 juli 2011 blev Stewart Downing officiellt klar för Liverpool FC och skrev på ett långsiktigt kontrakt för en summa som rapporterades vara runt £20 miljoner. Under sin första säsong i klubben spelade Downing 36 matcher och gjorde bara ett enda mål och det var mot Oldham i en 5-1-seger i tredje rundan av FA Cupen.

### Blackburn Rovers
Den 21 juni 2019 värvades Downing av Blackburn Rovers, där han skrev på ett ettårskontrakt. Downing lämnade Blackburn Rovers i juni 2020 men återvände sedan till klubben i november samma år. I augusti 2021 meddelade Downing att han avslutade sin fotbollskarriär.

## Meriter
Liverpool FC
- Engelska Ligacupen 2011/2012